# Ludwig Greiner (Puppenhersteller)
Ludwig Greiner war eine im 19. Jahrhundert in den USA in Philadelphia gegründeter Puppenherstellerfirma.

## Geschichte
Ludwig Greiner († 1874) wurde in einem der Staaten des damaligen Heiligen Römischen Reichs deutscher Nation geboren, bevor er in den 1830er Jahren in die Vereinigten Staaten von Amerika emigrierte und sich in Philadelphia niederließ. Dort gründete er 1840 eine Puppenproduktion aus dem Grundstoff Papiermachee.
Am 30. März 1858 reichte Greiner eine der frühesten US-amerikanischen Puppen-Patentschriften ein. Das Patent bezog sich auf eine Rezeptur zur Verstärkung der Papiermaché-Masse durch Stoff und wurde 1872 verlängert.
Greiners Puppenköpfe saßen teilweise auf Puppenkörpern von Jacob Lacmann auf, der selbst seit 1871 ein Patent hielt, teilweise auf einem von Mary Steuber 1878 patentierten Puppenkörper.
Nach Greiners Tod im Jahr 1874 führte dessen Sohn das Unternehmen zunächst bis 1884 weiter. 1890 ging das Unternehmen in das Eigentum der Firma Knell Brothers über.